# Přední Výtoň
Přední Výtoň är en ort i Tjeckien.   Den ligger i distriktet Okres Český Krumlov och regionen Södra Böhmen, i den södra delen av landet, 160 km söder om huvudstaden Prag. Přední Výtoň ligger 757 meter över havet och antalet invånare är 255. Den ligger vid sjön Údolní nádrž Lipno.
Terrängen runt Přední Výtoň är kuperad åt sydost, men åt nordväst är den platt. Runt Přední Výtoň är det ganska tätbefolkat, med 116 invånare per kvadratkilometer. Närmaste större samhälle är Frymburk, 3,3 km norr om Přední Výtoň. I omgivningarna runt Přední Výtoň växer i huvudsak blandskog.